# Конотопська дитяча залізниця
Коното́пська дитя́ча залізни́ця — дитяча залізниця, відкрита у 1967 році в місті Конотоп, Сумської області (Україна).

## Опис
Конотопська дитяча залізниця мала протяжність близько 2 кілометрів. Вона була кільцевою, вузькоколійною і розташовувалася в районі озера Кандибина та Конотопського молокозаводу. У 60-х роках на цій території почали створювати зону відпочинку, що мала включати пляж, сад і дитячу залізницю.
Рухомий склад залізниці складався з паровозу ВП1-289 з вагонами Pafawag.
Діти, що відвідували залізницю могли бути не тільки пасажирами цієї залізниці, а також помічниками машиніста, кондукторами та стрілочниками.
У 1972 Конотопська дитяча залізниця потрапила до кінохроніки Республіканської студії телебачення (Київ) ЦТ СРСР. Зараз ці кадри зберігаються у фондах Центрального державного кінофотофоноархіву України імені Г. С. Пшеничного.

## Закриття та подальша доля
Точна дата закриття та подальша доля Конотопської дитячої залізниці не відома.
За однією з версій, залізниця була вивезена у місто Суми за ініціативою офіцера НКВС, першого секретаря Сумського міськкому КПУ Михайла Лушпи.